# 타이양섬

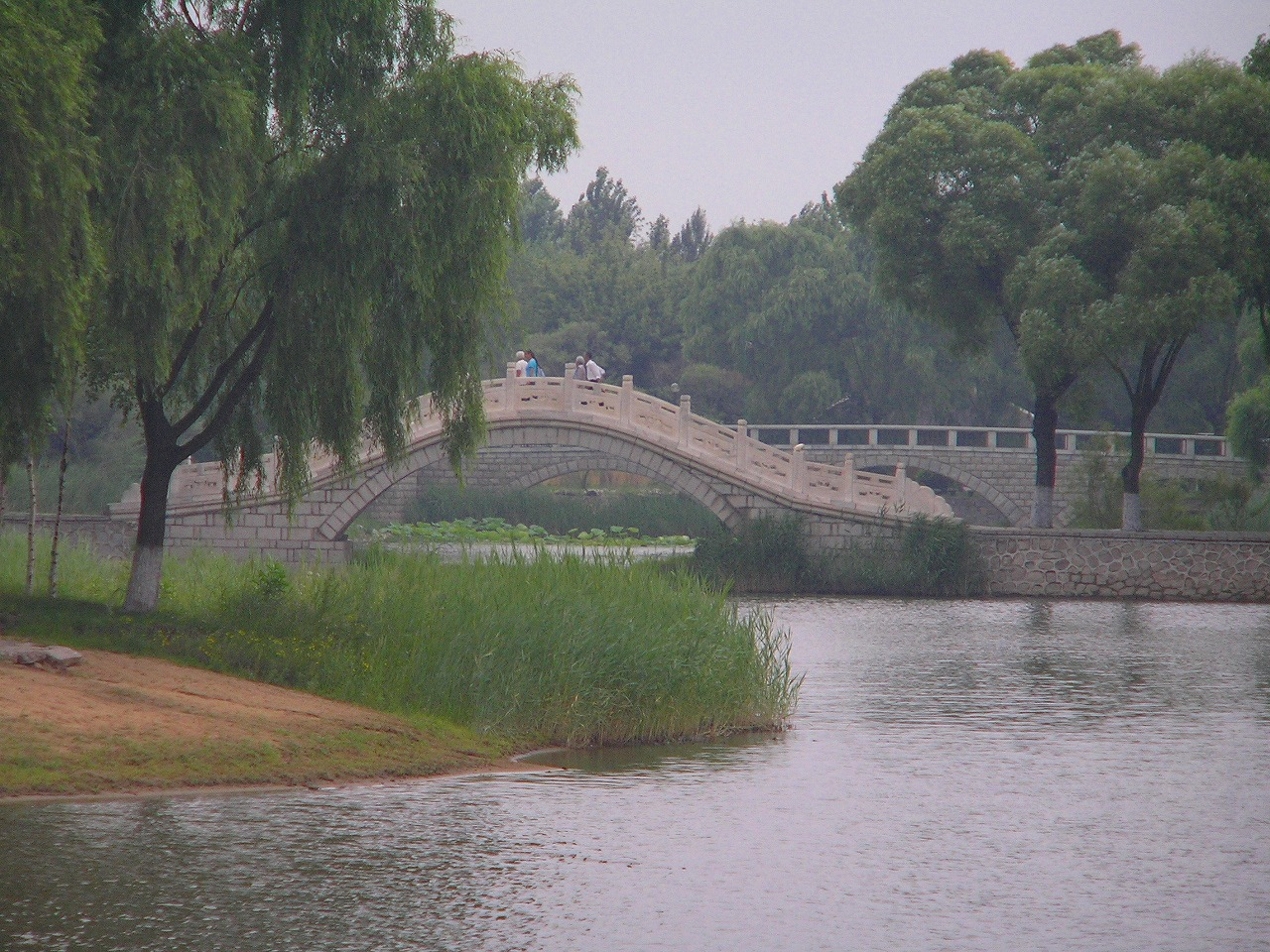
타이양 공원

타이양섬(중국어 간체자: 太阳岛, 정체자: 太陽島, 병음: Tàiyángdǎo 타이양다오[*], 한자음: 태양도)은 중국 헤이룽장성 하얼빈시를 흐르는 쑹화강의 섬이다. 섬 내에는 타이양 공원이 위치하고 있으며, 매년 300만 명의 이상의 관광객이 방문한다. 겨울에는 하얼빈 국제빙설제가 개최된다.